# Isidore Snapper

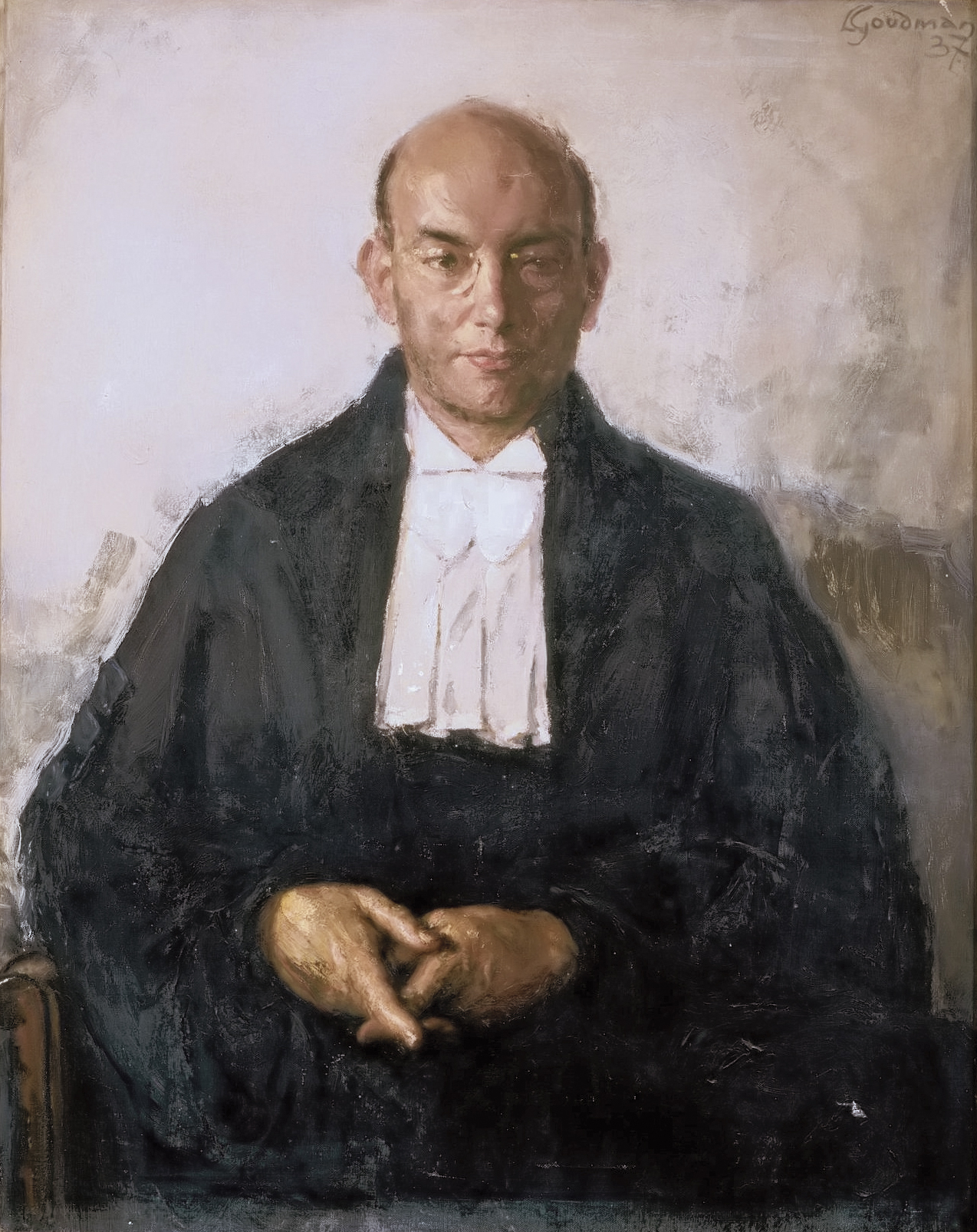
Portret van prof. I. Snapper door Louis Goudman (1937)

Isidore Snapper (Amsterdam, 5 januari 1889 - New York, 30 juni 1973) was een Nederlands internist en hoogleraar Interne geneeskunde.
De vader van Snapper was diamantslijper in Amsterdam. Hij volgde op het Barlaeus Gymnasium zijn middelbare school en begon de medische studie al op vroege leeftijd. Tijdens zijn studie was hij zeer onder de indruk van hoogleraar P.K. Pel.
Zijn assistententijd bracht hij door in Groningen bij Hijmans van den Bergh, alwaar het belang van de klinische chemie voor de kliniek duidelijk werd. Uit die tijd stamt het werk over de bilirubine-reacties. Na terugkeer naar Amsterdam werd Snapper assistent bij P.K. Pel bij wie hij leerde over klinisch onderwijs (dat is onderwijs aan het ziekbed). Toen Pel in 1919 overleed werd Snapper, dertig jaar oud, zijn opvolger voor wat toen de klinische propedeuse genoemd werd, de latere interne geneeskunde.
Aanvankelijk werkte Snapper in het Amsterdamse Binnengasthuis, later in het Wilhelmina Gasthuis toen dit in 1925 academisch ziekenhuis werd. In 1932 werd hier de nieuwe Interne kliniek gebouwd met een collegezaal die geheel naar Snappers ideeën was ontworpen. Hier gaf hij onderwijs. Verschillende leerlingen van hem werden later zelf hoogleraar.
De bekendheid van Snapper groeide, mede door zijn publicaties, tot ver in het buitenland. In de Verenigde Staten deed hij ervaringen op met nieuwe onderzoekmethoden en kwam hij in contact met de Rockefeller Foundation.
Toen hem in 1938 gevraagd werd hoofd te worden van de Medical Department van de universiteit in Peking stemde hij in, mede door de toenemende oorlogsdreiging. In Peking werd hij door de Japanners gevangengenomen en verbleef een paar maanden in een krijgsgevangenkamp.
Via een lange omweg kwam hij in Washington D.C. voor de Amerikaanse regering te werken en hij keerde niet meer terug naar Amsterdam. Hij werkte als hoogleraar aan diverse universiteiten en na zijn pensionering was hij verbonden aan een aantal vooraanstaande klinieken. Ook in Amerika gaf hij college en verschenen vele publicaties van zijn hand. Onder andere publiceerde hij het standaardwerk Bedside Medicine. Nadat hij zijn memoires schreef overleed Snapper in 1973 in New York.
Hij werd op 30 augustus 1939 benoemd tot Ridder in de Orde van de Nederlandse Leeuw, en op 12 mei 1952 werd hij benoemd tot correspondent van de Koninklijke Nederlandse Akademie van Wetenschappen.
Arie Berghout schreef in 2018 Snappers biografie "Heer en meester aan het ziekbed".